# Michael Rispoli
Michael Rispoli (27 de noviembre de 1960) es un actor estadounidense. Formó parte del reparto de la serie Los Soprano, donde interpretó a Jackie Aprile, Sr. Además trabajó en películas como Rounders (1998), Summer of Sam (1999), The Weather Man (2005) y The Taking of Pelham 1 2 3 (2009). Rispoli fue considerado para el papel de Tony Soprano, el cual finalmente sería para James Gandolfini.
Rispoli nació en Tappan, Nueva York, en una familia de origen italiano.
 Asistió a la Universidad Estatal de Nueva York en Plattsburgh y se graduó con un título en actuación en 1982.

## Filmografía
- Nonnas (2025)
- Alto Knights (2025)
- Cherry (2021)
- Here After (2020)
- Bottom of the 9th (2019)
- Framing John DeLorean (2019)
- Honor Up (2018)
- The Depths (2017)
- Exposed (2015)
- Friends and Romans (2014)
- Rob the Mob (2014)
- Empire State (2013)
- Pain & Gain (2013)
- Magic City (serie) (2012)
- The Reunion (2011)
- Union Square (2011)
- The Rum Diary (2011)
- Blue Bloods (2010-2011)
- The Last Godfather (2010)
- Kick-Ass (2010)
- The Taking of Pelham 1 2 3 (2009)
- The Bronx Is Burning (2007)
- Lonely Hearts (2007)
- Black Irish (2007)
- Invincible (2006)
- The Weather Man (2005)
- One Last Thing... (2005)
- Mr. 3000 (2004)
- Hacks (2002)
- Death to Smoochy (2002)
- Two Family House (2000)
- It Had to Be You (2000)
- Summer of Sam (1999)
- Los Soprano (serie) (1999)
- Rounders (1998)
- Snake Eyes (1998)
- Volcano (1997)
- Feeling Minnesota (1996)
- Homeward Bound II: Lost in San Francisco (1996)
- The Juror (1996)
- Todo por un sueño (1995)
- While You Were Sleeping (1995)
- Leaving Las Vegas  (1995)
- Above the Rim (1994)
- Angie (1994)
- Night and the City (1992)